# Далгат, Уздият Башировна
Уздия́т Баши́ровна Далга́т (8 августа 1918, Владикавказ, РСФСР — 9 января 2011, Москва) — советский и российский фольклорист-кавказовед. Доктор филологических наук (1973), профессор (1992). Заслуженный деятель науки Дагестанской АССР и Чеченской Республики. Эксперт РАН, действительный член Международной академии наук педагогического образования.

## Биография
Родилась 8 августа 1918 года во Владикавказе. По национальности — даргинка.
Отец — Далгат, Башир Керимович — видный государственный деятель, юрист. Заведовал отделом юстиции ДагЦИК и был прокурором Дагестанской АССР. Родом из села Урахи Сергокалинского района Республики Дагестан. 
После окончания средней школы № 1 г. Махачкалы в 1938 г. поступила в Московского индустриально-педагогического института им Карла Либкнехта, который окончила в 1943 году.
Далее успешно окончила аспирантуру филологического факультета МГУ им. М. В. Ломоносова.
С 1946 по 1953 г.г — работала во Владикавказе в Северо-Осетинском государственном педагогическом институте.
В 1949 году защитила диссертацию на соискание учёной степени кандидата филологических наук.
В 1953 году переведена на должность научного сотрудника Института мировой литературы имени А. М. Горького в Москве, где проработала ведущим научным сотрудником вплоть до 2004 г.
В 1973 году защитила диссертацию «Героический эпос чеченцев и ингушей: исследование и тексты» на соискание учёной степени доктора филологических наук.
С 1992 года — профессор. Академик, член-корр Международной академии наук педагогического образования.

## Научная деятельность
Под её руководством защищены более 60 кандидатских и 40 докторских диссертаций.
Является автором более 100 крупных научных работ по Кавказведению, среди которых:
•	Далгат У.Б «Л. Н. Толстой и Дагестан» (Махачкала, 1960)
•	Далгат У.Б «Фольклор и литература народов Дагестана» (Москва, 1962)
•	Далгат У.Б «Литература и фольклор: Теоретические аспекты» (Москва, 1981)
•	Далгат У. Б. Двухтомник «Героический эпос чеченцев и ингушей» (Москва, 1972)
•	Далгат У.Б «Родовой быт чеченцев и ингушей в прошлом» переиздание (Москва, 1970)
•	Далгат У.Б «Этнопоэтика в русской прозе» (Москва, 2004)
•	Далгат У. Б. Трёхтомник «Осетинский героический эпос» (Москва, 1989—1991)
•	Далгат У.Б «Нарты — героический эпос балкарцев и кабардинцев» (Москва, 1994)
•	Далгат У. Б. Двухтомник «Карело-финский народный эпос» (Москва, 1994)
•	Далгат У.Б «Родовой быт и обычное право чеченцев и ингушей» (Москва, 2004)

## Награды и звания
За плодотворную научную деятельность и долголетний добросовестный труд ей присвоены почётные звания:
Заслуженный деятель науки РСФСР, Заслуженный деятель науки Дагестанской АССР, Заслуженный деятель науки Чеченской Республики.
Награждена рядом юбилейных медалей, а также несколькими Почётными Грамотами Президиума Верховного Совета ДАССР, Почётной Грамотой РАН, Почётной Грамотой Правительства КБР и др.